# Guraleus brazieri
Guraleus brazieri é uma espécie de gastrópode do gênero Guraleus, pertencente a família Mangeliidae.